# Семенково (Сокольский район)
Семенково — деревня в Сокольском районе Вологодской области.
Входит в состав Архангельского сельского поселения, с точки зрения административно-территориального деления — в Архангельский сельсовет.

## География
Расстояние по автодороге до районного центра Сокола — 21 км, до центра муниципального образования Архангельского — 6 км. Ближайшие населённые пункты — Пашенино, Василево, Кузнецово, Алексейцево, Исаково, Савкино.

## Население
В 1702 году в деревне согласно Переписной книге вотчины Дионисиево-Глушицкого монастыря значилось 40 душ мужского пола.
По переписи 2002 года население — 14 человек.

## История
До XVIII века деревня относилась к вотчине Дионисиево-Глушицкого монастыря.